# كارلوس مورينيو
مانويل كارلوس مورينيو أتانيس (بالإسبانية: Carlos Mouriño)‏ (ولد في 4 مارس 1943 في فيغو، إسبانيا) هو رجل أعمال إسباني-مكسيكي ورئيس نادي كرة القدم الإسباني سلتا فيغو.